# Ariel Turner
Ariel Mae Turner (Highlands Ranch, 1º agosto 1991) è una pallavolista statunitense.
Gioca nel ruolo di schiacciatrice nello Schweriner Sportclub.

## Carriera
La carriera di Ariel Turner inizia quando entra a far parte della squadra di pallavolo femminile della Purdue University, con la quale prende parte alla Division I NCAA dal 2009 al 2012: pur non raggiungendo grandi risultati, riceve comunque diversi riconoscimenti individuali.
Nella stagione 2013-14 inizia la sua carriera professionistica, ingaggiata dal Nantes, club della Ligue A francese col quale raggiunge la finale in entrambe le competizioni nazionali. Nel campionato 2015-16 approda in Germania, dove partecipa alla 1. Bundesliga con lo Schweriner Sportclub, vincendo lo scudetto 2016-17.

## Palmarès

### Club
- Campionato tedesco: 1:

2016-17

### Premi individuali
- 2010 - Division I NCAA statunitense: Austin Regional All-Tournament Team
- 2011 - All-America First Team
- 2012 - All-America Second Team
- 2012 - Division I NCAA statunitense: West Lafayette Regional All-Tournament Team